# 川村あんな
川村あんな（かわむらあんな、1986年4月25日 - ）は、鹿児島県出身の元グラビアアイドル、タレント、お笑い芸人。リップが所属事務所であった。お笑いユニットW∞アンナのツッコミ担当で、相方は中川杏奈だった。

## 略歴・特徴
2006年デビュー。趣味は歌を歌うこと。
事務所に所属する前、「April」という名前で音楽活動していたこともある。
特技はバレーボールと水泳。
渋谷アイドル100人劇場には第1回から出演、この第1回のMVPとなった。一人で出演していた当時は、「いもっこ亭あんてぃ」を名乗って水着姿で落語を披露するという芸を演じていた。
2008年7月にW∞アンナを結成、以後はこのコンビでの活動も中心となっていた。
2013年4月8日、W∞アンナの相方・中川杏奈のブログで、川村が芸能界を引退したこと、また、同コンビも2月28日をもって解散したことが発表された。また、川村自身も4月10日付のブログで、引退を改めて報告した。引退後もしばらくブログは継続しており、2014年に結婚し、2017年6月の時点で第一子を妊娠していることを報告している。

## 出演

### テレビ
- アイドルの星（2007年・スカイパーフェクTV!）
- モテケン（2007年・テレビ東京）
- オビラジR（2007年10月 - ・TBS）オビガールレギュラー
- オトナの資格SP（2008年・日本テレビ）
- キミ犯人じゃないよね?（2008年・テレビ朝日）第3話・女子高生役
- あらびき団（2008年6月4日（第31回）・TBS）
- はねるのトびら（フジテレビ）「奥手だらけの水泳大会（2008年）
- 加藤夏希・金子貴俊 BS4サテライトNAVI（2009年4月～9月、BS日テレ）
- 熱血!!ゴルフ女子部（2009年4月～、テレビ朝日）
- グラビアの美少女（MONDO21）
- アリケン（2009年9月5日・テレビ東京）「『アリケン』未公開映像を一般人と見る」
- 全力坂（2009年12月16日、テレビ朝日）
- マルさまぁ〜ず（2010年9月15日・TBS）
- カイモノラボ（2011年4月～、TBS）W∞アンナ
- プレミアムカイモノラボ（2011年4月～、BS-TBS）W∞アンナ
- さまぁ〜ずのヤリタ☆ガ〜リ〜（2011年5月5日・TBS）
- 志村けんのFIRST STAGE〜はじめの一歩〜（2011年7月2日、フジテレビ）
- オイコノミア（2012年5月、7月、NHK Eテレ）喫茶店店員役
- 全力坂（2012年6月、テレビ朝日）インフォマーシャル（DHCプロテインダイエット）
- 好好!キョンシーガール〜東京電視台戦記〜（1話、テレビ東京）帰宅途中のアイドル役

### ラジオ
- 富田麻帆のまほらばラジオ（文化放送収録IBC岩手放送ほか11局。radiko.jp(放送当時全国)。2012年1月11日）W∞アンナ

### 舞台
- ケンコー全裸系水泳部 ウミショー（2007年）生田蒔輝 役
- 劇団ハイテンションガール 30minute show #02「ふわふわ」（オムニバスコントライブ）（2011年9月18日、シアターD）

### Vシネマ
- ほんとうにあった怖い話 第七夜 輪廻（2007年7月6日・ブロードウェイ）
- セーラー忍者 VS 吸血一族 前編後編（2008年、ZENピクチャーズ）
- アキバリオンV 前編後編（2010年、ZENピクチャーズ）

## 作品

### 写真集
- MINNA no ANNA（2007年3月24日、彩文館出版、撮影：矢西誠二）ISBN 978-4775601938

### DVD
- ファーストコンタクト（2006年6月25日・ベガファクトリー）
- MINNA no ANNA（2007年3月23日・彩文館出版）
- JUMP（2007年12月25日・Air control）
- Girls & Ladies 〜あんなの成長期〜（2008年6月22日・トリコ）
- あんなのしずく（2008年10月20日・ラインコミュニケーションズ）
- FETISH 1（2009年4月29日・エイベックス）
- イノセント（2009年7月28日・CARA）
- あなたのハートをわしづかみ（2010年6月30日・BNS）
- Cheerful Girl（2011年3月29日・オルスタックソフト）
- Deep（2012年12月28日、グラッソ）